# 彼得罗西诺
彼得罗西诺（義大利語：Petrosino），是意大利西西里大区特拉帕尼省的一个市镇。总面积44平方公里，人口7647人，人口密度173.8人/平方公里（2009年）。ISTAT代码为081024。